# Abstract factory
Abstract Factory é um padrão de projeto de software (também conhecido como design pattern em inglês). Este padrão permite a criação de famílias de objetos relacionados ou dependentes por meio de uma única interface e sem que a classe concreta seja especificada. Uma fábrica é a localização de uma classe concreta no código em que objetos são construídos . O objetivo em empregar o padrão é isolar a criação de objetos de seu uso e criar famílias de objetos relacionados sem ter que depender de suas classes concretas. Isto permite novos tipos derivados de ser introduzidas sem qualquer alteração ao código que usa a classe base . O uso deste padrão torna possível trocar implementações concretas sem alterar o código que estas usam, mesmo em tempo de execução. No entanto, o emprego deste padrão, como acontece com outros padrões semelhantes, pode resultar em uma complexidade desnecessária e trabalho extra no início do código. Além disso, os níveis mais elevados de abstração podem resultar em sistemas que são mais difíceis de manter. A essência do padrão Abstract Factory é fornecer uma interface para criar famílias de objetos relacionados ou dependentes sem especificar suas classes concretas.

## Diagrama UML

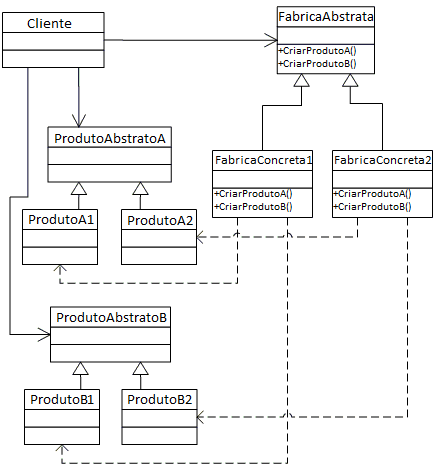
Diagrama UML do padrão Abstract Factory (Fábrica Abstrata)

### Fábrica abstrata
Pode ser uma classe abstrata ou uma interface, mas a classe abstrata é utilizada com maior frequência. Seu objetivo é declarar métodos de criação de objetos do tipo ProdutoAbstrato, que são implementados por uma classe do tipo FabricaConcreta, que estende ou implementa a FabricaAbstrata.

### Produto abstrato
Pode ser uma classe abstrata ou uma interface, mas a classe abstrata é utilizada com maior frequência. Produto abstrato declara os métodos que são implementados por classes do tipo ProdutoConcreto. FabricaConcreta cria internamente um objeto do tipo ProdutoConcreto, mas esse objeto é retornado como um ProdutoAbstrato. O Abstract Factory não sabe qual ProdutoConcreto está sendo criado, mas sabe quais métodos do produto ele pode utilizar.

### Fábrica concreta
Estende ou implementa a FabricaAbstrata. O objetivo dessa classe é implementar os métodos declarados em FabricaAbstrata, criando um objeto do tipo ProdutoConcreto e retornando-o como um ProdutoAbstrato. Isso é polimorfismo. É comum existir mais de uma classe do tipo ProdutoConcreto assim como ocorre com FabricaConcreta. A quantidade de classes do tipo FabricaConcreta está diretamente ligada com a quantidade de classes do tipo ProdutoConcreto.

### Produto concreto (ProdutoA1, ProdutoA2, etc..)
Estende ou implementa a classe ProdutoAbstrato. Nessa classe são implementados os métodos declarados em ProdutoAbstrato. Essa é a classe que faz uma instância concreta ser criada. Para cada FabricaConcreta, há pelo menos um ProdutoConcreto.

### Utilização
A fábrica determina o tipo concreto do objeto a ser criado, e é nela que o objeto é realmente criado. No entanto, a fábrica só retorna um ponteiro abstrato para o objeto concreto criado.
O código do cliente não tem conhecimento algum do tipo concreto. Objetos concretos são, de fato criados pela fábrica, mas o código do cliente acessa tais objetos só através da sua interface abstrata.
A adição de novos tipos concretos é feita modificando o código do cliente para usar uma fábrica diferente, uma modificação que é tipicamente uma linha em um arquivo. A nova fábrica, em seguida, cria objetos de um tipo de concreto diferente, mas ainda retorna um ponteiro do mesmo tipo abstrato como antes. Isto é significativamente mais fácil do que modificar o código de cliente para instanciar um novo tipo. Se todos os objetos de fábrica são armazenados globalmente em um objeto Singleton, e todo o código do cliente passa pelo Singleton para acessar a fábrica adequada para a criação do objeto, então alterar as fábricas se torna tão fácil como mudar o objeto Singleton.

### Representação do diagrama em código Java
```
public
 
class
 
FabricaAbstrataExemplo
 
{

    
public
 
static
 
void
 
main
(
String
[]
 
args
)
 
{

        
FabricaAbstrata
 
fabrica1
 
=
 
new
 
FabricaConcreta1
();

        
Cliente
 
cliente1
 
=
 
new
 
Cliente
(
fabrica1
);

        
cliente1
.
executar
();

        
FabricaAbstrata
 
fabrica2
 
=
 
new
 
FabricaConcreta2
();

        
Cliente
 
cliente2
 
=
 
new
 
Cliente
(
fabrica2
);

        
cliente2
.
executar
();

    
}

}

class
 
Cliente
 
{

    
private
 
ProdutoAbstratoA
 
produtoA
;

    
private
 
ProdutoAbstratoB
 
produtoB
;

    
Cliente
(
FabricaAbstrata
 
fabrica
)
 
{

        
produtoA
 
=
 
fabrica
.
createProdutoA
();

        
produtoB
 
=
 
fabrica
.
createProdutoB
();

    
}

    
void
 
executar
()
 
{

        
produtoB
.
interagir
(
produtoA
);

    
}

}

interface
 
FabricaAbstrata
 
{

    
ProdutoAbstratoA
 
createProdutoA
();

    
ProdutoAbstratoB
 
createProdutoB
();

}

interface
 
ProdutoAbstratoA
 
{

}

interface
 
ProdutoAbstratoB
 
{

    
void
 
interagir
(
ProdutoAbstratoA
 
a
);

}

class
 
FabricaConcreta1
 
implements
 
FabricaAbstrata
 
{

    
@Override

    
public
 
ProdutoAbstratoA
 
createProdutoA
()
 
{

        
return
 
new
 
ProdutoA1
();

    
}

    
@Override

    
public
 
ProdutoAbstratoB
 
createProdutoB
()
 
{

        
return
 
new
 
ProdutoB1
();

    
}

}

class
 
FabricaConcreta2
 
implements
 
FabricaAbstrata
 
{

    
@Override

    
public
 
ProdutoAbstratoA
 
createProdutoA
()
 
{

        
return
 
new
 
ProdutoA2
();

    
}

    
@Override

    
public
 
ProdutoAbstratoB
 
createProdutoB
()
 
{

        
return
 
new
 
ProdutoB2
();

    
}

}

class
 
ProdutoA1
 
implements
 
ProdutoAbstratoA
 
{

}

class
 
ProdutoB1
 
implements
 
ProdutoAbstratoB
 
{

    
@Override

    
public
 
void
 
interagir
(
ProdutoAbstratoA
 
a
)
 
{

        
System
.
out
.
println
(
this
.
getClass
().
getNome
()
 
+
 
" interage com "
 
+
 
a
.
getClass
().
getNome
());

    
}

}

class
 
ProdutoA2
 
implements
 
ProdutoAbstratoA
 
{

}

class
 
ProdutoB2
 
implements
 
ProdutoAbstratoB
 
{

    
@Override

    
public
 
void
 
interagir
(
ProdutoAbstratoA
 
a
)
 
{

        
System
.
out
.
println
(
this
.
getClass
().
getNome
()
 
+
 
" interage com "
 
+
 
a
.
getClass
().
getNome
());

    
}

}

```

## Utilização (Interfaces Gráficas)
O padrão Abstract Factory pode ser utilizado na implementação de um toolkit que disponibilize controles que funcionem em diferentes interfaces gráficas, tal como Motif, GTK+ (GNOME) ou Qt (KDE). Estas GUIs possuem diferentes padrões de controles visuais e, para facilitar a construção de aplicativos que interajam facilmente com diferentes interfaces gráficas, é interessante que se defina interfaces comuns para acesso aos controles, independentemente da GUI utilizada. Este problema pode ser resolvido por meio de uma classe abstrata que declara uma interface genérica para criação dos controles visuais e de uma classe abstrata para criação de cada tipo de controle. O comportamento específico, de cada um dos padrões tecnológicos contemplados, é implementado por meio de uma classe concreta. O aplicativo, ou "cliente", interage com o toolkit por meio das classes abstratas sem ter conhecimento da implementação das classes concretas.
Um exemplo bem simplista seria um projeto com interface para Mobile e para Desktop, uma boa opção para reaproveitar os mesmos controles de interface seria criar pacotes com classes abstratas e os pacotes com as classes concretas implementando apenas as diferenças.
Esse padrão também se aplica na padronização de ambientes, por exemplo, tamanhos de botões, fontes, cores de fundo, largura de bordas. Com isso e havendo uma política que exija que os desenvolvedores usem essas classes em vez das nativas da linguagem, ajudará a padronizar a aparência e comportamento das aplicações.

## Exemplo de Aplicação
Neste exemplo, a classe abstrata WidgetFactory possui duas especializações: MotifWidgetFactory para widgets Motif e QtWidgetFactory para widgets Qt. Essas especializações são classes concretas capazes de "produzir" os elementos da interface gráfica. O cliente do toolkit obtém os elementos gráficos de que necessita por meio da classe (interface) WidgetFactory sem ter conhecimento das classes concretas. Da mesma maneira, o cliente somente interage com as interfaces que representam os elementos produzidos pela Abstract Factory (no exemplo, a classe Janela e a classe Botao).

### Estrutura

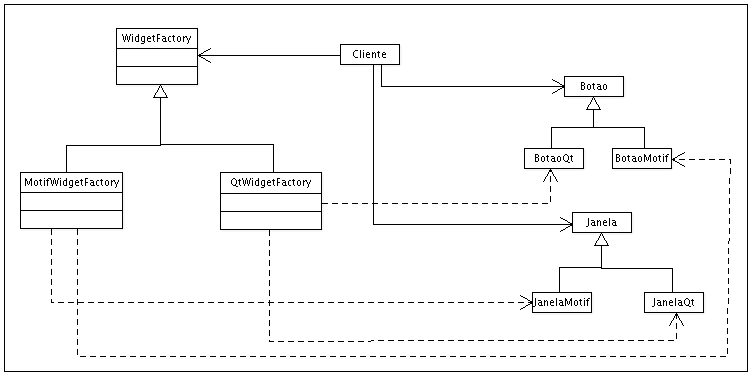
Diagrama UML para retratar os exemplos de código abaixo.

### Código em Java
Este código, escrito na linguagem Java, mostra a implementação do diagrama mostrado acima. Por uma questão de simplicidade, o código relacionado às janelas é omitido.
```
 

 
abstract
 
class
 
WidgetFactory

 
{

     
public
 
static
 
WidgetFactory
 
obterFactory
()

     
{

         

         
if
(
 
Configuracao
.
obterInterfaceGraficaAtual
()
 
==
 
Configuracao
.
MotifWidget
 
)

         
{

             
return
 
new
 
MotifWidgetFactory
();

         
}

         
else

         
{

             
return
 
new
 
QtWidgetFactory
();

         
}

    
}

 

    
public
 
abstract
 
Botao
 
criarBotao
();

 
}

 

 
class
 
MotifWidgetFactory
 
extends
 
WidgetFactory

 
{

     
public
 
Botao
 
criarBotao
()
  
{

         
return
 
new
 
BotaoMotif
();

     
}

 
}

 

 
class
 
QtWidgetFactory
 
extends
 
WidgetFactory

 
{

     
public
 
Botao
 
criarBotao
()
  
{

         
return
 
new
 
BotaoQt
();

     
}

  
}

 

 
abstract
 
class
 
Botao

 
{

     
public
 
abstract
 
void
 
desenhar
();

 
}

 

 
class
 
BotaoMotif
 
extends
 
Botao

 
{

     
public
 
void
 
desenhar
()
  
{

        
System
.
out
.
println
(
"Eu sou um botao Motif!"
);

     
}

 
}

 

 
class
 
BotaoQt
 
extends
 
Botao

 
{

     
public
 
void
 
desenhar
()
  
{

        
System
.
out
.
println
(
"Eu sou um botao Qt!"
);

     
}

 
}

 

 
public
 
class
 
Cliente

 
{

     
public
 
static
 
void
 
main
(
String
[]
 
args
)

     
{

         
WidgetFactory
 
factory
 
=
 
WidgetFactory
.
obterFactory
();

 

         
Botao
 
botao
 
=
 
factory
.
criarBotao
();

         
botao
.
desenhar
();

     
}

 
}

```

Este exemplo imprimiria na tela o texto "Eu sou um botao Motif!" ou "Eu sou um botao Qt!" dependendo do valor retornado pelo método Configuracao.obterInterfaceGraficaAtual(), que descobre a interface gráfica, Motif ou Qt, utilizada pelo sistema.

### Código em VB.NET
```
Public
 
MustInherit
 
Class
 
WidgetFactory

    
Shared
 
Function
 
obterFactory
()
 
As
 
WidgetFactory

        
If
 
Configuracao
.
obterInterfaceGraficaAtual
()
 
Is
 
Configuracao
.
MotifWidget
 
Then

            
Return
 
New
 
MotifWidgetFactory
()

        
Else

            
Return
 
New
 
QtWidgetFactory
()

        
End
 
If

    
End
 
Function

    
Public
 
MustOverride
 
Function
 
criarBotao
()
 
As
 
Botao

End
 
Class

Public
 
Class
 
MotifWidgetFactory

    
Inherits
 
WidgetFactory

    
Public
 
Overrides
 
Function
 
criarBotao
()
 
As
 
Botao

        
Return
 
New
 
BotaoMotif

    
End
 
Function

End
 
Class

Public
 
Class
 
QtWidgetFactory

    
Inherits
 
WidgetFactory

    
Public
 
Overrides
 
Function
 
criarBotao
()
 
As
 
Botao

        
Return
 
New
 
BotaoQt

    
End
 
Function

End
 
Class

Public
 
MustInherit
 
Class
 
Botao

    
Public
 
MustOverride
 
Sub
 
desenhar
()

End
 
Class

Public
 
Class
 
BotaoMotif

    
Inherits
 
Botao

    
Public
 
Overrides
 
Sub
 
desenhar
()

        
Console
.
Out
.
WriteLine
(
"Eu sou um botão Motif."
)

    
End
 
Sub

End
 
Class

Public
 
Class
 
BotaoQt

    
Inherits
 
Botao

    
Public
 
Overrides
 
Sub
 
desenhar
()

        
Console
.
Out
.
WriteLine
(
"Eu sou um botão Qt."
)

    
End
 
Sub

End
 
Class

Public
 
Class
 
Client

    
Public
 
Shared
 
Sub
 
main
()

        
Dim
 
factory
 
As
 
WidgetFactory
 
=
 
WidgetFactory
.
obterFactory

        
Dim
 
botao
 
As
 
Botao
 
=
 
factory
.
criarBotao

        
botao
.
desenhar
()

    
End
 
Sub

End
 
Class

```

## Padrões relacionados
- Factory Method
- Prototype
- Singleton